# Pforzheim Hauptbahnhof
Pforzheim Hauptbahnhof – główny dworzec kolejowy w Pforzheim, w kraju związkowym Badenia-Wirtembergia, w Niemczech. Budynek dworca pochodzi z 1958. Znajdują się tu 3 perony. Poprzedni dworzec główny miasta został zniszczony podczas bombardowania przez aliantów, krótko przed końcem drugiej wojny światowej, 23 lutego 1945 roku.